# 别史
别史是史书的一种名目，著录介于正史与杂史之间的纪传体、谱牒和补注正史的史书，如《东观汉记》、《后汉书补逸》、《契丹国志》、《天潢玉牒》等。唐代官修《隋書》首创此目。其后元《宋史·艺文志》、明《千顷堂书目》、清《四库全书总目》和《书目答问》均列此目，只是著录标准不一。《四库全书总目》将“上不至于正史，下不至于杂史”的称为别史。《书目答问》道：“官撰及原本正史，重为整齐、关系一朝大政者，列入别史。”